# Canama
Canama là một chi nhện trong họ Salticidae.